# Малоудалово
Малоудало́во (рос. Малоудалово) — присілок у складі Ішимського району Тюменської області, Росія.
Населення — 249 осіб (2010, 223 у 2002).
Національний склад станом на 2002 рік:
- росіяни — 94 %